# SOX2
SOX2로도 알려진 SRY(성 결정 영역 Y)-박스 2(SRY (sex determining region Y)-box 2)는 미분화 배아줄기세포의 자가 재생 또는 다능성을 유지하는 데 필수적인 전사인자이다. Sox2는 배아 및 신경줄기세포의 유지에 중요한 역할을 한다.
Sox2는 포유류 발달의 여러 단계에서 중요한 역할을 하는 것으로 밝혀진 Sox 전사 인자 계열의 구성원이다. 이 단백질 계열은 약 80개의 아미노산을 포함하는 HMG(고이동성 그룹) 상자 도메인으로 알려진 고도로 보존된 DNA 결합 도메인을 공유한다.
Sox2는 재생 의학의 매우 유망한 분야인 유도 다능성과 관련된 연구에서 큰 가능성을 가지고 있다.